# 고금소총
고금소총(古今笑叢)은 조선시대에 만들어진 이야기 모음집이다. 작자, 편자 모두 미상이다. 《동국골계전(태평한화골계전)》, 《촌담해이》, 《어면순》, 《속어면순》등의 기존 이야기 모음집에 전해내려온  갖가지 우스운 이야기들과 음담패설을 내용으로 하는 짧은 이야기들이 실려 있다. 내용이 상스럽고 천한 육담과 노골적인 성적 표현이 많지만 양반 사회의 위선적인 모습을 해학과 교훈적 풍자의 이야기로 담고 있다. 설에 의하면 송인(宋寅)에 의해 엮어 졌다고도 한다.

## 국역/현대어역
<고금소총 제1집>은 단기4291년(서기1958년) 민속학자료간행회에서 11개의 한문소화집을 총망라하여 등사판 200부 한정판으로 간행되었다. 조선조 전반에 걸쳐 문헌과 구전으로 전해오던 것으로 편저자가 알려진 것이 있는 반면에 편저자나 연대가 미상인 것도 많다. 《태평한화골계전》, 《어면순》, 《속어면순》, 《촌담해이》, 《명엽지해》, 《파수록》, 《어수신화》, 《진담록》, 《성수패설》, 《기문》, 《교수잡사》의 순서로 되어 있으며 825편의 이야기들이 실린 소화집이다.
1994년~1996년에 나남출판에서 나온 『古今笑叢(Ⅰ)~(Ⅳ),』(차상보 撰註)에 보면 240편이 주석되어 있으며,
2008년에는 자유문학사에서 고금소총 5권이 김현룡 교수의 편역으로 출간되었다.

## 대중문화

### 영화
1988년 지영호 감독, 이대근 주연으로 영화로 만들어졌다.

## 참고 서적
- 《어수록(禦睡錄) - 조선고금소총 1》, 열청재 저, 송신용 교열, 정음사,1947년
- 《고금소총》, 진동일 저, 예가, 2000년,ISBN 13-9788975672200
- 《고금소총》, 시귀선, 유화수, 이월영 역주, 한국문화사, 1998.